# ام‌وی مالاسپینا
ام‌وی مالاسپینا (به انگلیسی: MV Malaspina) یک کشتی است که طول آن ۴۰۸ فوت (۱۲۴ متر) می‌باشد. این کشتی در سال ۱۹۶۳ ساخته شد.